# Julia Philippi (Schauspielerin)
Julia Kathinka Philippi (* 26. November 1980 in Herdecke, Nordrhein-Westfalen) ist eine deutsche Schauspielerin.

## Leben
Julia Philippi, Tochter des Schauspielers Rainer Philippi, absolvierte von 2000 bis 2004 ihr Studium an der Schauspielschule Bochum. Danach übernahm sie mehrere Theater-Engagements. Sie arbeitet auch immer wieder für Film und Fernsehen.

## Theater-Engagements (Auswahl)
- Theater Bonn (seit Spielzeit 2022/23 festes Ensemblemitglied)
- Stadttheater Konstanz (2009/2010)
- Theater am Neumarkt Zürich (2009/2010)
- Stadttheater Konstanz (2007/2008)
- Theaterdiscounter Berlin/Sophiensaele (2007/2008)
- Maxim-Gorki-Theater Berlin (2005/2006)
- Staatsschauspiel Dresden (2005/2006)
- Wuppertaler Bühnen (2003/2004)
- Schauspielhaus Bochum (2003/2004)

## Film und Fernsehen (Auswahl)
- 2001: Oktopus (Kurzfilm), Regie: Frederik Steiner
- 2002: Solon (Kurzfilm), Regie: Serpil Bilmen
- 2003: Was geschah wirklich in Wuppertal, Regie: Adolf Winkelmann
- 2005: Gegenüber (Kurzfilm), Regie: Helena Ratka
- 2006: Im Namen des Gesetzes (Reihe), Regie: Nicolai Albrecht
- 2006–2007: Schmetterlinge im Bauch (Reihe)
- 2008: Ein starker Abgang, Regie: Rainer Kaufmann
- 2009: Jetzt sind wir dran, Regie: Heiko Schier
- 2010: Jagdgründe (Kurzfilm), Regie: Jonas Rothlaender
- 2015: Meier Müller Schmidt
- 2017: Lass uns von Liebe sprechen (Kurzfilm), Regie: Christian Heinbockel[1]